# Keskisuomalainen Osakunta
Keskisuomalainen Osakunta (förkortat KSO, svenska: "Mellersta Finlands nation") är en finskspråkig studentnation vid Helsingfors universitet, grundad 1931

## Inspektorer
- Elieser Kaila 1931-1933
- Albert Hämäläinen 1933-1938
- Rurik Pihkala 1938-1948
- Erkki Leikola 1948-1963
- Peitsa Mikola 1964-1978
- Raimo Lahti 1980-1995
- Pirkko Koski 1996-2002
- Pekka Sulkunen 2003-2011
- Heikki Hänninen 2012-2016
- Keijo Hämäläinen, 2017
- Juha Raitio, 2017–

## Vännationer
Keskisuomalainen Osakunta har följande vännationer i andra länder:
- Fraternitas Liviensis, Tartu
- Västgöta nation, Uppsala
- Södermanlands-Nerikes nation, Uppsala
- Västgöta nation, Lund
- Västgöta nation, Linköping
- Fraternitas Livonica, Riga
- Daugaviete, Riga